# Die Einsame
Die Einsame è un film muto del 1916 diretto e sceneggiato da Fred Sauer. Il nome del regista appare anche tra gli interpreti insieme a quello di Carl de Vogt.

## Produzione
Il film fu prodotto dalla Eiko Film GmbH.